# 朱大渭
朱大渭（1931年2月—2020年4月8日），四川西充人，中国社会科学院历史研究所研究员，中国社会科学院荣誉学部委员。1957年毕业于四川大学历史系。